# Psiloderces ligula
Psiloderces ligula es una especie de arañas araneomorfas de la familia Ochyroceratidae.

## Distribución geográfica
Es endémica de montanos del norte de Célebes (Indonesia).